# Casa Esteve (Gelida)
Casa Esteve és una obra noucentista de Gelida (Alt Penedès) protegida com a Bé Cultural d'Interès Local.

## Descripció
Casa amb paret mitgera per un dels seus quatre costats. Consta de planta baixa, dos pisos i golfes. La coberta és de teula àrab. Té galeries posteriors i pati. El coronament de l'edifici és esglaonat. Té un interessant balcó amb planta semi el·líptica i balustrada. S'inscriu dintre del llenguatge del noucentisme.

## Història
L'edifici va ser construït per l'arquitecte Ramon Reventós i Farrerons. El projecte, conservat a l'arxiu de l'Ajuntament de Gelida, va ser presentat el dia 1 d'octubre del 1924, i aprovat el 3 desembre del mateix any.